# Dave England
Dave Joseph England (Ventura, 30 dicembre 1969) è uno stuntman e skater statunitense.
È diventato famoso per il suo ruolo nella serie Tv trasmessa da MTV Jackass e per aver recitato nei tre film ispirati alla serie: Jackass: The Movie, Jackass Number Two e Jackass 3D.